# Willem van den Blocke
Willem o Wilhelm van den Blocke (Malinas, ca. 1550 - Gdansk, 1628) fue un escultor y arquitecto flamenco de época manierista, activo en la región báltica.

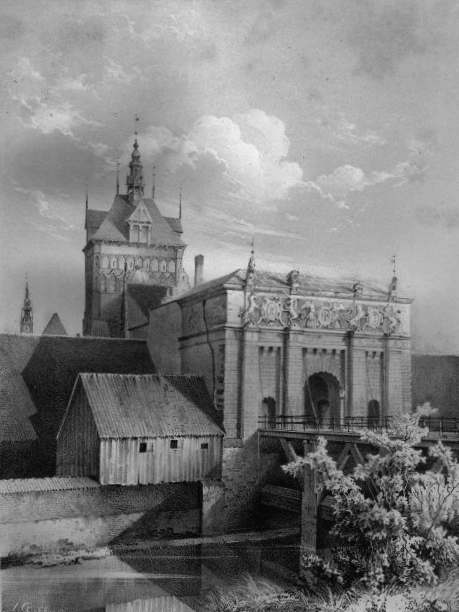
"Gran Puerta" de Danzig antes del derribo de las murallas (dibujo de Julius Greth, 1855).

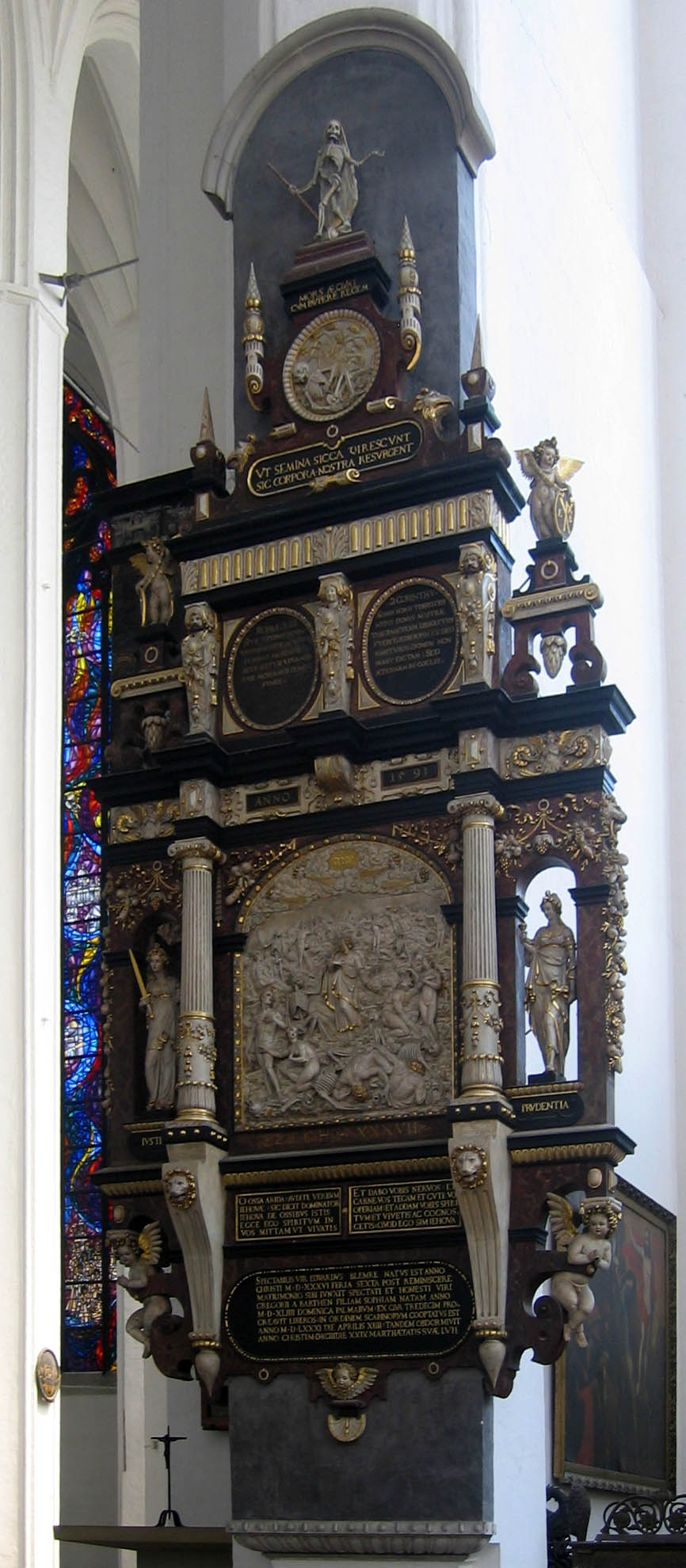
Epitafio de Blemke en la iglesia de Santa María de Danzig.

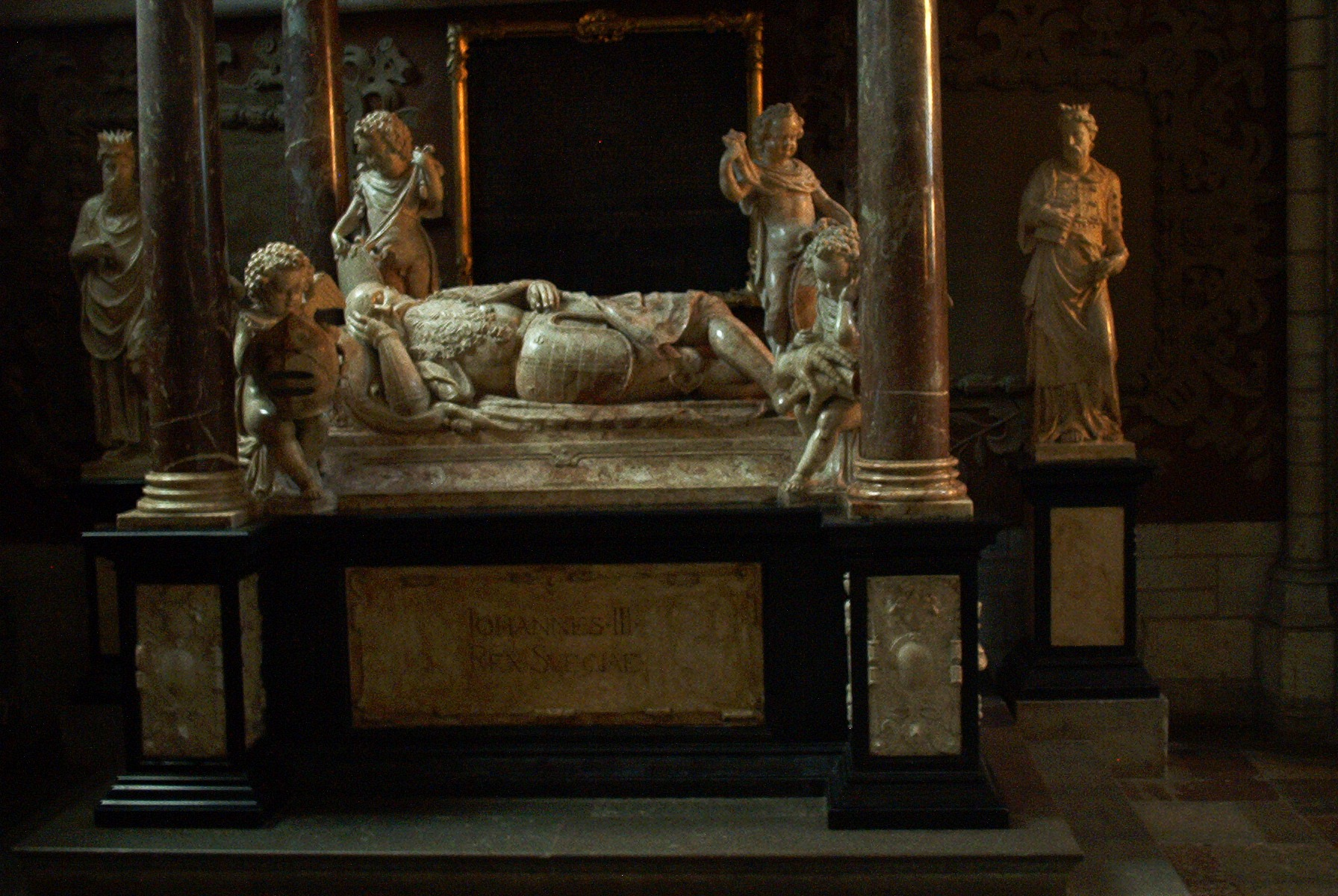
Sepulcro de Juan III de Suecia, actualmente en la Catedral de Uppsala.

Era hijo del escultor Francisco van den Blocke. Realizó su aprendizaje en el taller de Cornelis Floris de Vriendt en Amberes. En 1569 se trasladó a Königsberg junto a un grupo de discípulos y ayudantes de Cornelis Floris, como Gert van Egen, Robert Coppens y Philips Brandin, para aprovechar la red de contactos de Floris, que había alcanzado gran prestigio en la zona hanseática del Báltico, más estable políticamente y tolerante en lo religioso que el Flandes de la época; además de ser un mercado de arte con mucha menos competencia. En la catedral de Königsberg trabajó en la tumba monumental del duque Alberto de Prusia, diseñada por Floris. En 1581 diseñó y ejecutó la tumba de la princesa Isabel de Brandenburg-Küstrin, primera esposa del margrave Jorge Federico de Brandenburg-Ansbach, en la misma catedral.
Tras 14 años de servicio al margrave, recibió una carta de recomendación que le permitió trasladarse a trabajar a Polonia. Allí recibió muchos encargos, como la tumba de Cristóbal Báthory, hermano del rey Esteban I Báthory. Completó el encargo de 1581 a 1583 en Barczewo.
A comienzos de 1584 se trasladó a Alba Iulia, en Transilvania, para instalar en la iglesia local un sepulcro que había labrado previamente.
El 18 de junio de 1584 se trasladó a Danzig, llevando consigo la recomendación del rey Esteban Báthory, y montó allí su taller, que mantuvo hasta su muerte. Al ser aún empleado regio, no tuvo que afiliarse a la guilda local. Su más importante obra en Danzig fue el diseño de una de las puertas de la muralla, llamada la "Gran Puerta" (completada en 1588). También creó numerosos epitafios monumentales y sepulcros, y diseñó las fachadas de los ayuntamientos de Danzig, Toruń y Elbing.
Su hijo Abraham van den Blocke también fue escultor y arquitecto, mientras que otros tres de sus hijos, Jacob van den Blocke, Isaac van den Blocke y David van den Blocke fueron pintores. Van den Blocke murió en Danzig el mismo año que su hijo Abraham e Isaac, posiblemente de alguna enfermedad infecciosa.

## Estilo
Se le considera el principal ejemplo del manierismo italianizante en el Báltico, tras los inicios representados por Cornelis Floris.  Aunque diseñó muchos elementos arquitectónicos ornamentales, lo que le dio más fama fueron los sepulcros monumentales, caracterizados por su claridad y rica ornamentación, con una realista representación de los retratados.

## Obras
- Epitafio de Edward Blemke en Santa María de Danzig, 1591
- Tumba de Juan III de Suecia (1593-1596), hasta 1782 estaba en la Gran Armería de Danzig, desde 1817-1818 en la catedral de Upsala,
- Tumba de Ture Nilsson Bjelke y su mujer Margaret Svantesdotter Sture, catedral de Linköping, ca. 1615

## Obras atribuidas

### Epitafios
- Brandes, iglesia de Santa María de Danzig, 1588
- Christoph von Dohna, catedral de San Canuto de Odense, 1586
- Valentin Bodecker, iglesia de San Nicolás de Elbing, 1587
- Stroband, iglesia de la Asunción de Toruń, 1590

### Sepulcros
- Familia Kos, catedral de Oliwa, 1600 o 1620
- Martin de Berzewice, Lisnowo (cerca de Brodnica), 1592 (destruida en 1939)
- Andreas y Balthasar Báthory en la iglesia de San Andrés de Barczewo, 1598
- Peter Tarnowski, catedral de Łowicz, después de 1604
- Stanislaus Radziwill, antigua iglesia bernardina de Vilna, 1618-1623

### Fachadas palaciegas
- Sede de los arqueros de San Jorge de Danzig (finales del siglo XVI)
- Palacio Esken de Torun (1590)